# Кууль-Иннукэй
Кууль-Иннукэй (Кууль-Иннукай) — река на Дальнем Востоке России.
По реке на всём её протяжении проходит граница между Чаунским и Иультинским районами Чукотского автономного округа. Длина реки составляет 92 км.
Название в переводе с чук. Куулиннуӄэй — «глубокий ручей у маленькой горы».
Берёт истоки с северных склонов безымянной горы высотой 609 м, протекает преимущественно в северо-восточном направлении по сильно заболоченной долине, впадает в лагуну Иннукай Восточно-Сибирского моря. Скорость течения в средней части составляет 0,6 м/с.

## Притоки
Объекты перечислены по порядку от устья к истоку.
- (? км): Южный Лапчатый
- 29 км: Кэньеврыннэт (Кеньеврыннети)
- 50 км: Пъувеем (Пувеем)
- 67 км: Ларго
- 71 км: Бекар
- 72 км: Подгорный
- (? км): Обрывистый